# Тексье, Александр
Александр Тексье (фр. Alexandre Texier; 13 сентября 1999, Гренобль, Франция) — французский профессиональный хоккеист, игрок команды НХЛ «Сент-Луис Блюз».

## Карьера
Тексье начал свою профессиональную карьеру хоккеиста в сезоне 2016/17 в команде из своего родного города ХК «Гренобль» и по итогам чемпионата получил приз Жан-Пьер Графф Трофи, который вручается лучшему новичку лиги.
В сезоне 2017/18 Тексье подписал контракт с клубом финской хоккейной лиги КалПа. В первом сезоне за новый клуб Александр набрал 22 очка за 53 матча, при этом он был самым молодым игроком команды. Его успехи в КалПе не остались незамеченными и 23 мая 2018 года он подписал трёхлетний контракт новичка с клубом НХЛ «Коламбус Блю Джекетс», который выбрал его на драфте 2017 года во 2-м раунде под общим 45-м номером.
Тексье был вызван в сборную Франции на ЧМ-2018 и стал третьим по молодости игроком на турнире.
После окончания регулярного чемпионата в финской лиге Тексье поехал за океан в клуб «Кливленд Монстерз», где как раз подходил к концу регулярный чемпионат АХЛ. В АХЛ он набрал 7 очков в 7 матчах, при этом забив 5 голов. Своей игрой в АХЛ он впечатлил тренера и руководство «Коламбус Блю Джекетс» и был вызван в команду из фарм-клуба. Дебют Тексье в НХЛ состоялся 5 апреля 2019 года в матче против «Нью-Йорк Рейнджерс». Во втором матче в НХЛ Александр записал на свой счёт первый гол в карьере, случилось это в последнем матче регулярного чемпионата против «Оттава Сенаторз». В этом же сезоне Тексье дебютировал в плей-офф НХЛ в матче первого раунда против «Тампа-Бэй Лайтнинг». В третьей игре серии против «Лайтнинг» он набрал своё первое очко в плей-офф НХЛ, отдав голевую передачу. В четвёртой игре серии против «молний» Тексье забил свой первый гол в карьере плей-офф НХЛ, поразив ворота Андрея Василевского, а следом забил второй гол в пустые ворота, оформив дубль.
После вылета из плей-офф Кубка Стэнли 2019 во втором раунде в шестиматчевой серии против клуба «Бостон Брюинз» Тексье получил второй в карьере вызов в сборную Франции на ЧМ-2019. 17 мая 2019 года в матче против сборной Словакии он забил свой первый гол в карьере на чемпионатах мира за сборную своей страны.
28 июня 2024 года был обменян в «Сент-Луис Блюз» на выбор в четвёртом раунде драфта 2025 года. Тексье подписал двухлетний контракт с новым клубом на сумму $4,2 млн.